# Annaberger Floßgraben
Der Annaberger Floßgraben war ein Floßgraben vom Pöhlbach in die Bergstadt Annaberg. Er diente zum Flößen von Holz für das Hüttenwesen sowie zur Zuführung von zusätzlichem Aufschlag-, Brauch- und Trinkwasser in die Bergstadt. Er wurde 1564 bis 1566 angelegt und bestand durchgehend bis zu seiner Aufgabe 1839 bzw. 1844.

## Beschreibung
Der Floßgraben war rund elf Kilometer lang und begann in Bärenstein an der Flurgrenze zu Stahlberg. Er verlief sodann schräg über die Wiesen zur heutigen Bundesstraße 95 und hangseitig an dieser entlang bis zur Ortsmitte von Bärenstein, führte dann unterhalb der Bahnhofstraße bis zum Bahnhof und etwa auf dem Niveau der Bahntrasse an dieser entlang und um den Tunnel der Bahnstrecke Vejprty–Annaberg-Buchholz unt Bf herum bis zum ehemaligen Haltepunkt Kühberg und weiter in Richtung Königswalde oberer Bahnhof. Von dort weiter folgend der oberen Annaberger Bahn durch die Flur von Cunersdorf und oberhalb von Kleinrückerswalde zum ehemaligen Holzhof nahe dem Stadtwald von Annaberg.
Das Wasser soll dann entweder über den Scheidebach bei der Riesenburg wieder in den Pöhlbach oder durch den Stadtbach in die Sehma geflossen sein.

## Vorgeschichte und Bau

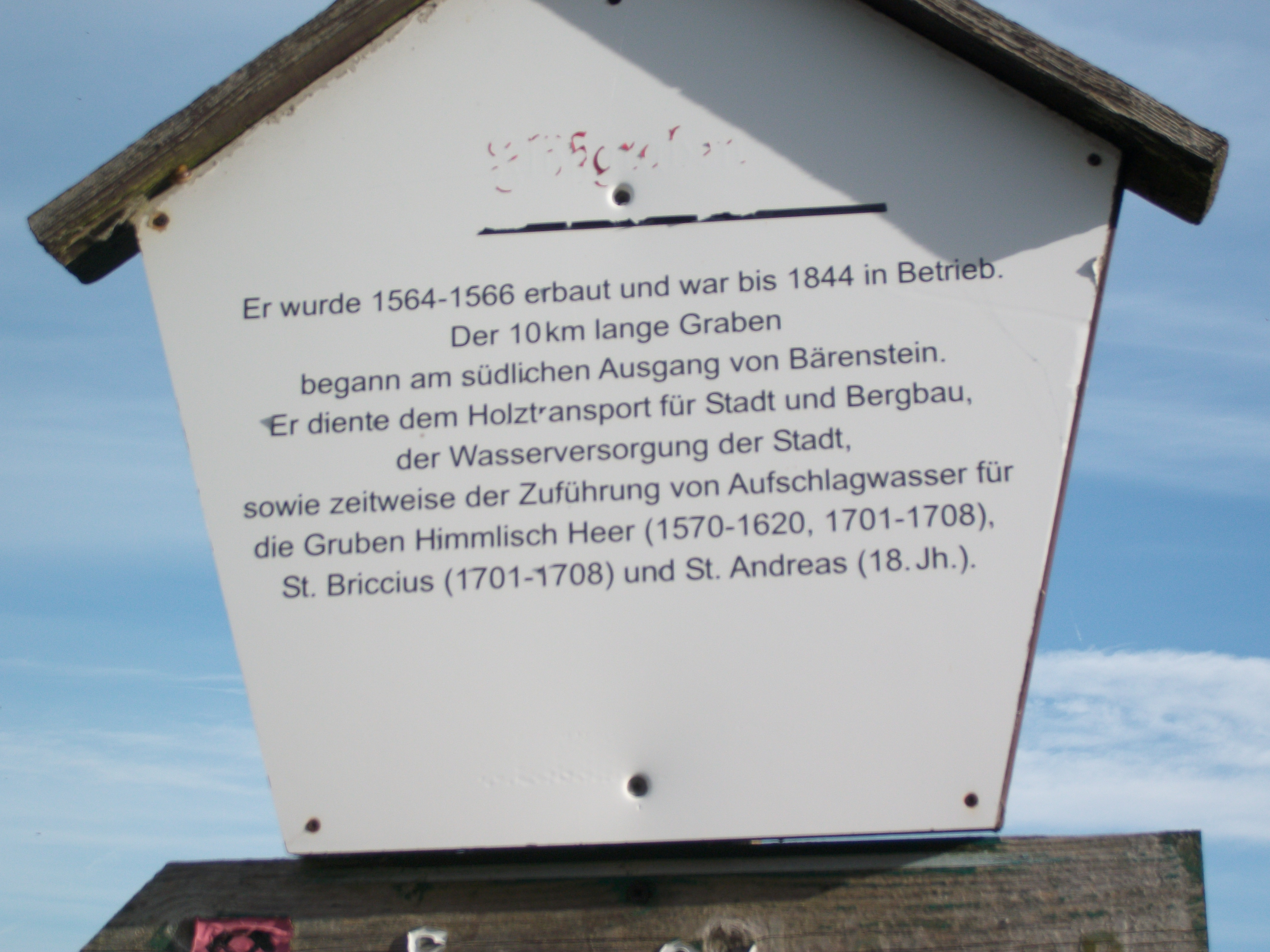
Annaberger Floßgraben, Gedenktafel bei Kleinrückerswalde

Die Bergstadt Annaberg benötigte schon wenige Jahrzehnte nach der Gründung eine Möglichkeit zur billigen Heranführung großer Mengen von Brenn-, Gruben-, Hütten- und Bauholz sowie von zusätzlichem Aufschlag-, Brauch- und Trinkwasser. Der Rat der Stadt plante somit die Anlage eines Floßgrabens.
Der Floßgraben wurde vom Annaberger Markscheider und Ratsherren Georg Öder jr. vermessen und unter der Leitung von Mathäus Viertel und Georg Öder von 1564 bis 1566 erbaut.
Am 6. Juni 1566 wurde das erste Mal Wasser aus der Pöhla in den neuen Kunstgraben geschlagen. Der Bau soll 4000 Gulden gekostet haben, zu denen der Kurfürst 1000 beisteuerte. Um den Betrieb in Trockenzeiten zu sichern, wurde um 1573 auf Kosten des Kurfürsten am Fichtelberg ein Teich angelegt.
Annaberg erhielt am 17. Oktober 1567 von Kurfürst  August das Besitz- und Betreibungsrecht für ewige Zeiten verliehen und ließ sich dieses in der Folgezeit immer wieder bestätigen, da dessen Nutzung gute Einnahmen brachte.

## Besonderheiten

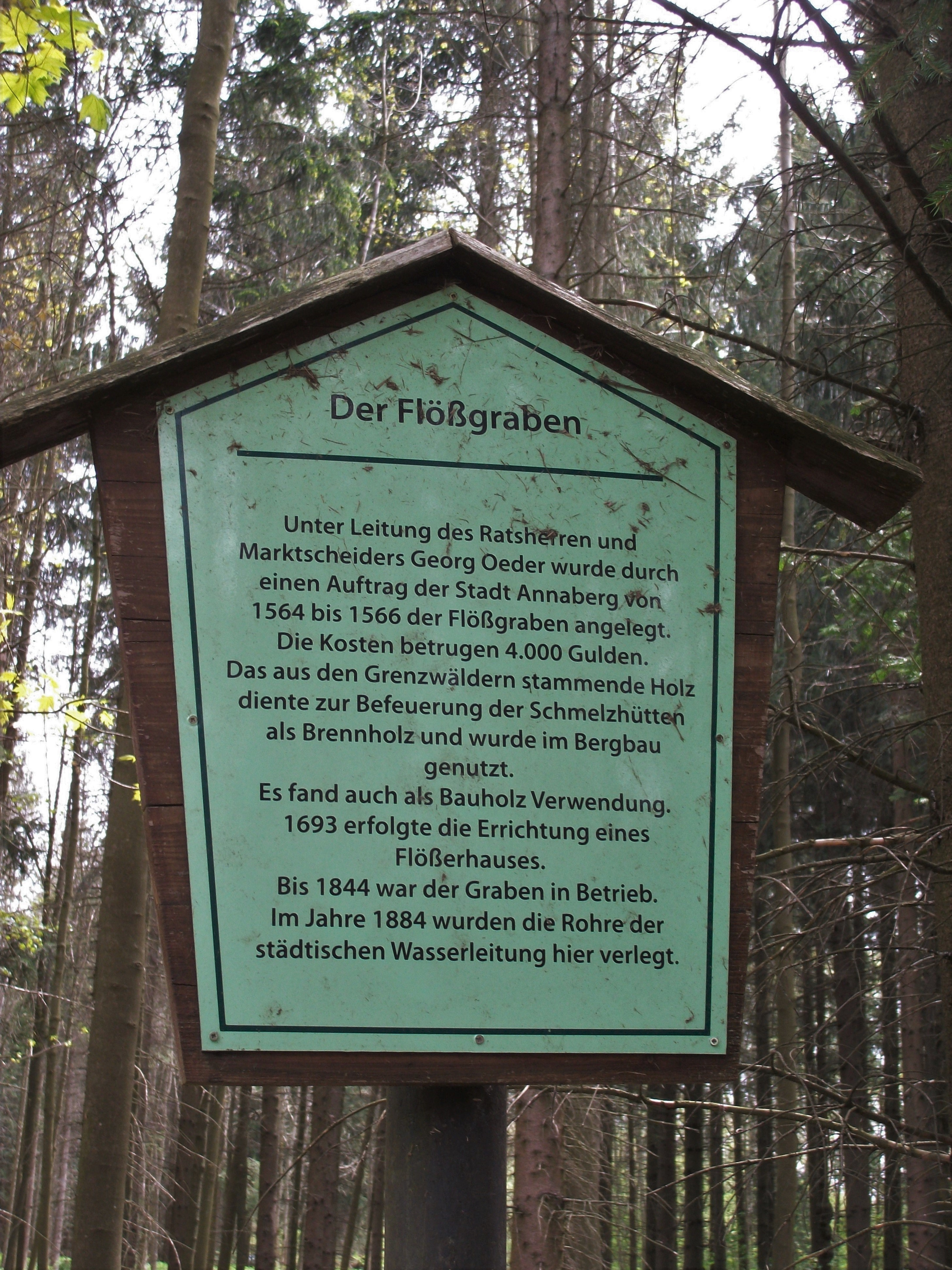
Annaberger Floßgraben, Infotafel an der Pöhlbergauffahrt

Der Annaberger Floßgraben war der einzige in Sachsen, der immer unter städtischer Regie betrieben wurde. Der Kurfürst behielt sich aber das Recht vor, jederzeit ohne Entschädigung Wasser für bergbauliche Zwecke abzuleiten. Davon wurde von 1570 bis 1620 und von 1701 bis 1708 Gebrauch gemacht.
Der Graben hatte ein sehr geringes Gefälle (etwa 16 m Gefälle auf 11 km Länge) und war ein Meisterwerk historischer Vermessungskunst. Die Fließgeschwindigkeit war damit entsprechend niedrig. Angeblich war das Holz drei Tage bis Annaberg unterwegs. Währenddessen mussten Floßknechte das Holz begleiten, mit Stangen dessen ungehinderten Strom sichern und damit Holzstau vermeiden. Die Grasnutzung entlang des Grabens war an Bauern und Häusler verpachtet, welche anstatt Zinszahlungen dafür Frondienste beim Flößen zu leisten hatten. Um den Transport zu beschleunigen, waren einige Stauschützen eingebaut, so dass, wenn sie gezogen wurden, das Holz mit größerer Geschwindigkeit ausgeschwemmt wurde.
Allein auf Bärensteiner Flur führten 14 Stege und Brücken aus Holz oder Stein über den Graben.

## Aufgabe des Betriebes und Gegenwart
Der Graben bestand durchgehend bis zur Aufgabe der Flößerei 1844. Ab 1790 lag der Graben wegen Holzmangels oft still, denn Wälder des oberen Einzugsgebietes waren stark erschöpft. Im Jahre 1844 – nach anders lautenden Quellen 1839 – soll der Betrieb dann eingestellt worden sein.
Mit Beginn der Bauarbeiten an der Bahnstrecke von Königswalde nach Annaberg wurde der nicht mehr benötigte Graben auf dieser Strecke teilweise verfüllt.
Vom Bahnhof Bärenstein bis hinter Kühberg ist der Floßgraben zum Teil noch sehr gut erhalten. Beim Schlossstein, dem heutigen Tunnel der Bahnstrecke Vejprty–Annaberg-Buchholz unt Bf ist er ungefähr 95 Meter durch Fels gehauen. Dort sind Buchstaben, Zeichen und die Jahreszahl 1565 eingemeißelt. Die Initialen GÖ stehen für den Markscheider Georg Öder, MV für den Bauleiter Matthäus Viertel.